# Promessa escoteira

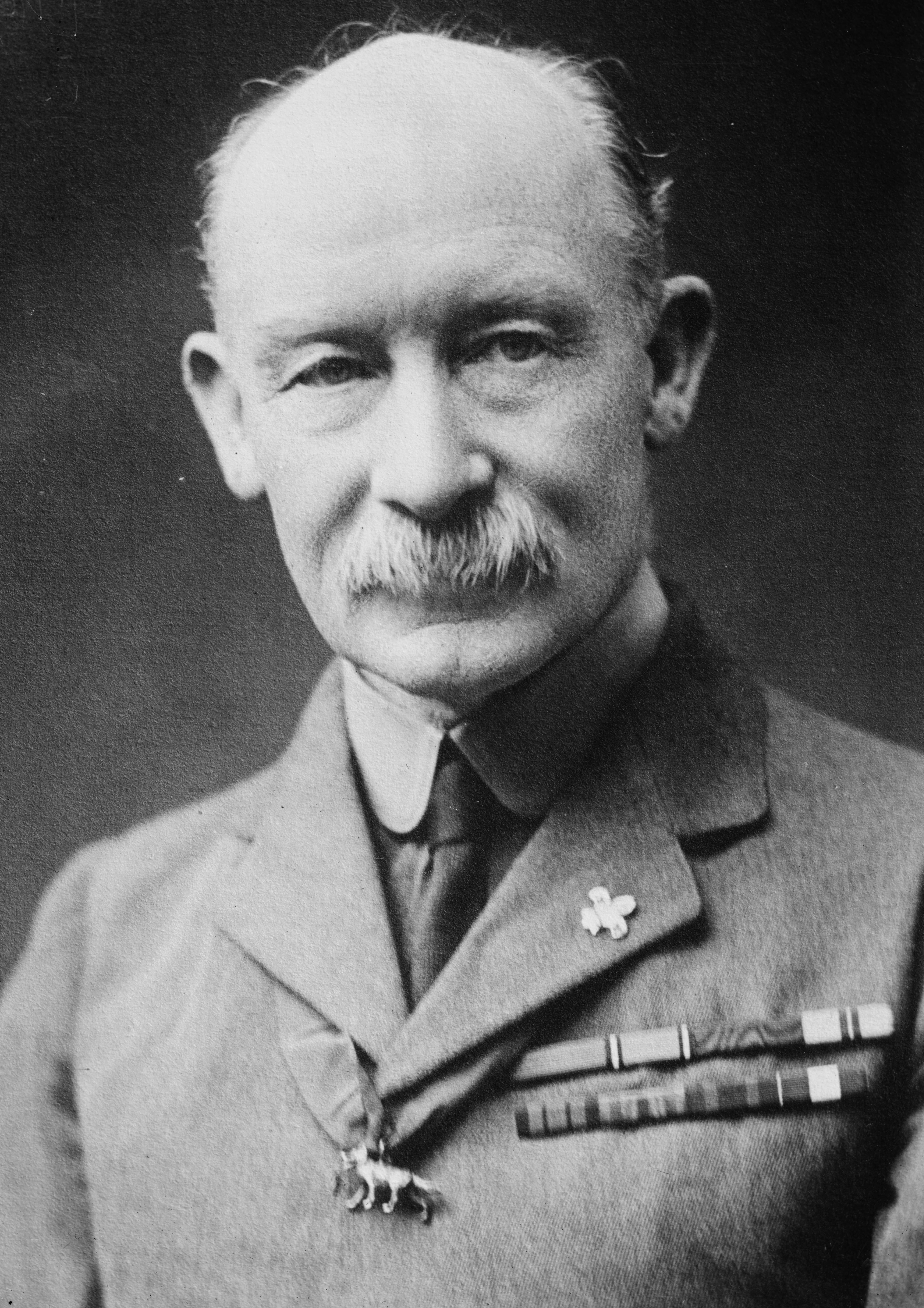
Robert Baden-Powell, fundador do movimento escoteiro

A Promessa Escoteira sintetiza o embasamento moral do Movimento Escoteiro. No momento da Promessa, os membros do Movimento se comprometem voluntariamente, a se conduzir de acordo com a orientação moral do Movimento, reconhecendo a existência de deveres que tem de serem cumpridos. Os elementos da Promessa Escoteira estão contidos nos Princípios do Movimento Escoteiro.
A primeira versão da Promessa foi escrita em 1908, no livro Escotismo para Rapazes, de Robert Baden-Powell, e incluía promessas de honrar-se Deus, a família e o Rei, assim como de ajudar a outros e conhecer e seguir as normas do movimento escoteiro. A atual constituição da Organização Mundial do Movimento Escoteiro mantém uma promessa semelhante, apenas permitindo uma promessa à honra ao país como alternativa à promessa relativa ao monarca, mas há diversas variações nacionais a depender do país, havendo Baden-Powell permitido exceções estritamente para a Bélgica, Tchecoslováquia, França, Luxemburgo, Países Baixos e Finlândia quanto à referência a Deus. Apesar de não ter permitido ulteriores exceções à promessa a Deus, Israel e Austrália também abriram exceções.
Promessa original
(escrita por BP)
:Prometo pela minha honra que farei o meu melhor possível, para cumprir com meus deveres para com Deus e minha pátria ajudar o próximo em todas as ocasiões e obedecer a Lei Escoteira.
↑ 
Nota linguística: Termo utilizado para os adultos voluntários, que auxiliam no desenvolvimento do Movimento, substituindo o termo chefe escoteiro.